# Charles Constantine
Charles Constantine (ur. 13 listopada 1846, zm. 5 maja 1912) – oficer kanadyjskiej Północno-Zachodniej Policji Konnej.
Constatine urodził się w Bradford (w Anglii) i jako dziecko wyemigrował, wraz z rodzicami, do Dolnej Kanady w końcu dekady lat czterdziestych XIX wieku. Od wczesnej młodości zdradzał zainteresowanie służbą wojskową i wraz z osiągnięciem pełnoletniości wstąpił w szeregi lokalnej milicji. W 1870 pod generałem Woolseleyem, będąc częścią batalionu strzelców, wziął udział w ekspedycji pacyfikującej rebelię nad Rzeką Czerwoną. W 1873 po założeniu rodziny porzucił służbę wojskową i został deputowanym szeryfa Manitoby, a w 1880 awansował na prowincjonalnego komendanta policji. Odpowiedzialny był także za wydawanie i kontrole koncesji. W 1885 w związku z rebelią północno-zachodnią na krótko wrócił do służby czynnej w oddziale lekkiej piechoty z Winnipegu. Rok później był jednym z pierwszych, którzy zgłosili akces do nowo tworzonej Północno-Zachodniej Policji Konnej. 26 lipca rozpoczął służbę w randze inspektora. Początkowo został przydzielony do Regina Depot. W 1894 Constantine został wysłany na rekonesans do dystryktu Jukon. Opierając się na swej intuicji, przewidział wybuch tego, co znane jest jako gorączka złota nad Klondike. Władze, opierając się na raporcie Constantina, wysłały do Jukonu 20-osobowy oddział policji pod jego dowództwem. Wkrótce potem oddział został wzmocniony do 50 osób i otrzymał nowego komendanta w osobie Samuela Steele’a.
W 1897 dostał awans na superintendenta i opuścił Jukon. Został kolejno komendantem Fort Moosomin i Fort Regina (w dystrykcie Saskatchewan) oraz Fort Saskatchewan (w dystrykcie Alberta). W 1902 został wysłany z tajną misją na daleką północ, by przeprowadzić dochodzenie w sprawie praktyk amerykańskich wielorybników, łowiących na wodach, do których roszczenia składała Kanada. Otwarło to epokę obecności kanadyjskiej administracji na terenach arktycznych i subarktycznych. W czasie jego pionierskiej podróży, w której towarzyszył mu Francis Joseph Fitzgerald, utworzono kilka placówek, między innymi Fort McPherson i Fort Herschel (na wyspie Herschel). Ustanowienie, na początku wyłącznie policyjnej, administracji pozwoliło na pobór odpowiednich opłat za korzystanie z kanadyjskich akwenów i zasobów. W 1905 Constantine’a czekał kolejny awans. Został komendantem całej nowo utworzonej dywizji obejmującej dystrykt Athabaska. W tym czasie, swoim zwyczajem, podjął kolejne nietypowe wyzwanie. Było nim wytyczenie i budowa szlaku komunikacyjnego z Fortu St. John w Kolumbii Brytyjskiej do jeziora Teslin w Jukonie, który miał być drogą prowadzącą w całości przez terytoria Kanady. Wraz z normalizacją stosunków między Kanadą a Stanami Zjednoczonymi budowę szlaku zarzucono, mimo że prace nad nim były mocno zaawansowane.
Constantine zmarł w 1912 po operacji z powodu bakteryjnego zapalenia jelit.